# Cytherea iranica
Cytherea iranica är en tvåvingeart som beskrevs av Abbassian-lintzen 1968. Cytherea iranica ingår i släktet Cytherea och familjen svävflugor.
Artens utbredningsområde är Iran. Inga underarter finns listade i Catalogue of Life.